# 사이버 망명
사이버 망명(Cyber 亡命)은 자국 내에 서버를 둔 인터넷 게시판, 이메일, 블로그, SNS 등을 이용하던 사용자들이 국가기관의 사이버 검열을 피해 해외에 서버를 둔 서비스로 옮겨가는 것을 말한다. 이렇게 하는 것은 해외에 서버를 둔 서비스는 국내법의 효력이 미치지 못하기 때문이다. 사이버 망명한 사람들을 사이버 난민(Cyber 難民)이라고 부른다.

## 원인
사이버 망명의 원인은 국가기관이 개인의 인터넷 활동을 감시하는 감시 행위에 기인한다. 이는 블로그나 인터넷 게시판 등에 공개된 글을 감시하는 것 외에, 패킷 감청 등을 통해 개인적인 이메일 등을 엿보는 것을 포함한다. 패킷 감청이란 인터넷에 오가는 데이터를 낚아채 엿보는 것을 의미하며, 이를 이용하면 SNS의 대화 내용이나 이메일 내용을 중간에 낚아챌 수 있다. 예를 들어 대한민국에서는 국가기관의 패킷 감청 장비 도입이 이명박 정부 이후 급증했다. 특히 대한민국의 국가기관에서 2008년 이후 도입된 감청 장비의 97%는 인터넷 패킷 감청 장비로, 정부가 이메일과 메신저 대화 등의 감시와 사찰에 지나치게 집착하고 있다는 비판을 받았다.

## 법의 적용 범위
대한민국 정부는 자국의 인터넷 사업자를 규제할 수는 있어도 해외의 인터넷 사업자를 규제할 법적 근거는 갖지 못한다. 예를 들어 인터넷 포털 네이버를 서비스하는 기업 NAVER는 대한민국에 서버를 두고 사업을 영위하고 있기 때문에, 네이버가 제공하는 블로그 서비스는 대한민국 법의 적용을 받는다. 그러나 야후가 제공하는 블로그 서비스 텀블러(tumblr)는 미국에 서버를 두고 사업을 영위하고 있기 때문에, 미국 법의 적용을 받는다. 따라서 대한민국 검찰은 네이버 블로그에 적은 내용은 감시하고 그에 따른 처벌을 할 수 있으나 텀블러의 내용에 대해서는 미국 경찰의 협조가 없이 수사가 불가능하다. 예를 들어 텀블러는 자유를 중시하는 문화를 갖고 있기 때문에 포르노 사진이 올라와도 성인물 분류만 해주면 별 제재를 가하지 않으나, 포르노가 법적으로 금지되어 있는 대한민국에서는 문제가 된다. 따라서 만일 대한민국 사용자가 텀블러에 포르노 사진을 업로드한다면 대한민국 법에 의해 제재할수가 없다.

## 대한민국의 사이버 망명
대한민국에서 사이버 망명이 사회적인 이슈가 된 것은 2013년경부터로, 2014년 메신저 점유율 1위인 카카오톡에 대한 검열이 많은 논란을 낳았고, 이것이 사이버 망명에 대한 대중적인 관심을 증폭시켰다. 2014년 경찰은 집시법 위반으로 구속 기소한 정진우 노동당 부대표를 수사하는 과정에서 카카오톡 채팅방의 대화 내역은 물론 그의 지인 3000명의 신상정보를 입수한 일이 있다. 또한 검찰은 2014년 9월 18일 ‘사이버 명예훼손 전담팀’을 신설해 지속적으로 인터넷 커뮤니티들을 감시하기로 했다.
2014년 10월에는 박근혜 대통령이 2014년 9월 16일 “대통령에 대한 모독 발언이 도를 넘고 있다”고 말한 이후, 검찰과 경찰이 사이버 명예훼손과 허위사실 유포를 차단하겠다며 인터넷과 SNS 등을 수시로 감시하겠다고 발표하기도 했다.
그 후 불안감을 느낀 카카오톡 사용자들이 대거 독일에 서버를 둔 메신저 텔레그램으로 이동하자, 위기감을 느낀 다음카카오에서는 국가기관의 요청이 있을 경우 대화 내용을 3~7일 단위로 모아 수사기관에 제공한 사실을 인정하고 공식사과했다. 다음카카오의 발표에 따르면 2013년 이후 감청 요청이 147건이 있었고 압수수색 영장도 2013년 이후 4807건에 달한다고 밝혔다.
검찰의 인터넷 검열 논란으로 카카오톡의 성장세가 꺾이자 박근혜 정부의 창조경제에 대한 근본적인 의문과 정부에 대한 비판의 목소리가 높아졌다. 시대의 흐름에 역행하는 인터넷 검열은 창조경제의 기반이 되어야 할 창조적 아이디어에 반하는 것이고 결국 스스로가 주창한 창조경제에 해를 끼친다는 것이다.

## 같이 보기
- 텔레그램
- 창조경제
- 인터넷 검열

## 참고 문헌
1. ↑  한경 경제용어사전
2. ↑  MB 정부 이후 이메일·메신저 실시간 감청 장비 급증, 한겨레신문 2014.10.12
3. ↑  "친구들이 부러워해서…" 음란물 퍼뜨리는 청소년들, JTBC 2014-10-30
4. ↑  “1조원짜리 포르노 사이트야”…텀블러 체험기, 조선일보 2013.05.23
5. 1 2   창조경제에 사이버 망명이라니, 한겨레신문, 2014.10.06
6. ↑  다음카카오, 메신저 검열논란에 “감청 요청 147건 있었다” 확인, 동아일보 2014.10.09
7. ↑  다음카카오 "카톡 감청 147건... 압수수색 4800여 건" - 오마이뉴스, 2014년 10월 8일